# Ascorhynchus pilipes
Ascorhynchus pilipes is een zeespin uit de familie Ascorhynchidae. De soort behoort tot het geslacht Ascorhynchus. Ascorhynchus pilipes werd in 1991 voor het eerst wetenschappelijk beschreven door Stock. 